# 코테가와 타카시
코테가와 타카시(일본어: 小手川 隆 고테가와 다카시[*], 1978년 3월 5일 ~ )는 BNF라는 별명으로 잘 알려진 일본의 투자가이다. 22세이던 2000년에 대학을 그만두고, 아르바이트로 모은 160만 엔(1600만원)으로 주식투자를 시작해서 5년 만에 160억 엔(1600억원)으로 만든 젊은 부자로 유명하다.

## 생애
일본 지바현 이치카와시 출신으로 대학 재학 시절부터 인터넷 트레이드를 했다. 대학 졸업까지 2학점만 남긴 상태에서 중퇴했다.

## 제이컴 주문 실수 사건
고테가와 다카시가 언론의 주목을 받은 것은 2005년 일본의 상장기업 제이컴 주문 실수 사건이었다. 당해 12월 8일 미즈호 증권사에서 장 시작시 61만 엔에 1주 매도를 1엔에 61만주 매도로 주문 실수를 저질렀는데, 마침 그때 고테가와 다카시는 67만 엔의 시초가에서 64만 엔에 50주 매수 주문을 넣은 것이 63만엔에 체결되는 것을 발견한다. 그는 다시 50주 매수 주문을 넣었는데 계속 하락하는 것을 보고, 전날의 분석에 의거하여 이만하면 싸다고 판단, 바로 1000주씩 주문을 넣어 총 7100주를 매수하게 된다. 그 후 77만 2천 엔에 1100주를 매도하고 나머지 6000 주는 91만 2천 엔에 매도하여 하루만에 22억 엔의 이득을내고 그 뒤로 ‘제이컴사나이’(ジェイコム男)으로 불리게 되었다.

## 명성
코테가와 타카시는 수천억원(160억엔)의 자산을 보유하고 하루에 수억원을 버는 것으로 일본에서 잘 알려진 개인투자자이다. 과거에는 인터넷 커뮤니티 2ch에서 BNF라는 닉네임으로 활동했는데, 주식 매매에 관련된 글을 올리는 과정에서 시간이 지남에 따라 액수가 너무 커지는 것에 유저들의 의심을 사게 되었고 그로 인해 인터넷 커뮤니티 활동은 중단하였다. 그 후 제이컴 주문실수 사건이 터지자 네티즌들은 사건의 당사자가 BNF임을 알게 되어 유명세를 탔다.
BNF는 그가 존경하는 미국 주식투자가 en:Victor Niederhoffer의 이니셜이다.
자산 규모가 작을 때는 하루 1% 정도의 수익을 올렸지만, 자산 규모가 커진 후로는 0.5% 가량의 수익을 올리고 있다고 한다. 그는 주식투자를 시작한 계기가 1998년에 NHK에서 방영된 '머니혁명'에서 해외의 개인투자가가 큰 금액을 버는것에 충격을 받은 것이었다고 한다. 2000년 대학을 전격 중퇴하고 아르바이트로 모은 160만엔(1600만원)으로 주식투자를 시작했다. 증권사에서 일할 생각은 없다고 하며, 소프트뱅크의 손정의 회장에게 자산운용을 부탁받았지만 거절한 바 있다. 방송에는 여러차례 출연한 적이 있으나 책을 출판할 생각은 없다고 한다.
여러 텔레비전 프로그램에 출연한 일이 있으며, 90억엔(968억원)짜리 아키하바라의 빌딩을 보여준 일도 있다. 시부야에도 건물을 신축했다. 장 시작을 놓쳐서는 안되기 때문에 시간차를 두고 두개의 자명종을 사용한다고 하며, 졸리면 집중력이 떨어지기 때문에 아침은 먹지 않고 점심은 컵라면으로 해결한다고 한다. 지갑에 현금은 1만엔(10만원)만 넣고 다닌다고 한다. 자신을 스스로 "주식 오타쿠"라고 부른다.
주식투자를 본격적으로 시작한 2000년 10월 164만엔(1640만원)이던 재산이, 2005년에 160억엔(1600억원)으로 불어났다.

## 매매기법
그는 주로 현물 위주로 거래하며 선물은 가끔씩, 옵션은 거래하지 않는다. 기본적으로 스윙 트레이더이다. 업종별 이동평균선과의 괴리율에 따라 매수와 매도를 행하는 기법을 자주 구사한다. 예를 들어 하락장에서는 20일 이동평균선과의 가격괴리율이 그 업종에서는 평균 X%에서 반등한다는 것을 확인하고, 장 종료 전에 매수한 후 다음 거래일 장시작후에 팔아버리는 전략을 구사한다. 자산 규모가 커진 후에는 시가총액 상위 종목을 주로 매매한다. 뉴스는 불필요한 정보라 생각하여 보지 않는다. 주식책은 1권만 봤다. 오직 주가와 차트만을 보고 매매한다.

## 참조문헌
- 「あの「ジェイコム男」がオリックス株主９位に」『zakzak』2009年6月3日
- 「B・N・Fくん28才。16分で20億円稼ぐ男」『給与明細』2006年5月7日放送, テレビ東京
- 「ジェイコム男の運用術　下げ相場でのネットトレード」『asahi.com』2006年7月11日
- ＢＮF氏がまた秋葉原のビルを170億円で購入『YUCASEE MEDIA』2011年7月6日